# Роберти, Эрколе де
Эрколе де Роберти, Эрколе Феррарец, Эрколе да Феррара (итал. Ercole de Roberti, Ercole Ferrarese, Ercole da Ferrara; ок.1450 — 1496) — итальянский живописец периода кватроченто (раннего итальянского Возрождения) феррарской школы.

## Жизнь и творчество
Об этом художнике известно немного. Картины Эрколе редки. Его жизнь была коротка, и многие из его работ впоследствии были уничтожены. Известно, что Эрколе был учеником Герардо да Виченца и последователем Козимо Туры и Франческо дель Коссы. Как и они, он был одним из главных представителей феррарской школы, группы художников, действовавших по заказам семьи д’Эсте в Ферраре. Подростком он вместе с другими мастерами работал над фресками Палаццо Скифанойя в Ферраре, возможно, его рукой сделана часть росписей: фигур и пейзажного фона.
К 1473 году Эрколе покинул Феррару и работал в Болонье в мастерской Франческо дель Коссы. По сведениям Дж. Вазари, Эрколе также учился у Лоренцо Косты в Болонье, но это кажется маловероятным, поскольку он был старше Лоренцо на несколько лет. Из-за ошибки Вазари художника долгое время путали с Эрколе Гранди (Эрколе да Феррара, или Эрколе ди Джулио Чезаре Гранди), работавшим в Болонье, но несколько десятилетий спустя.

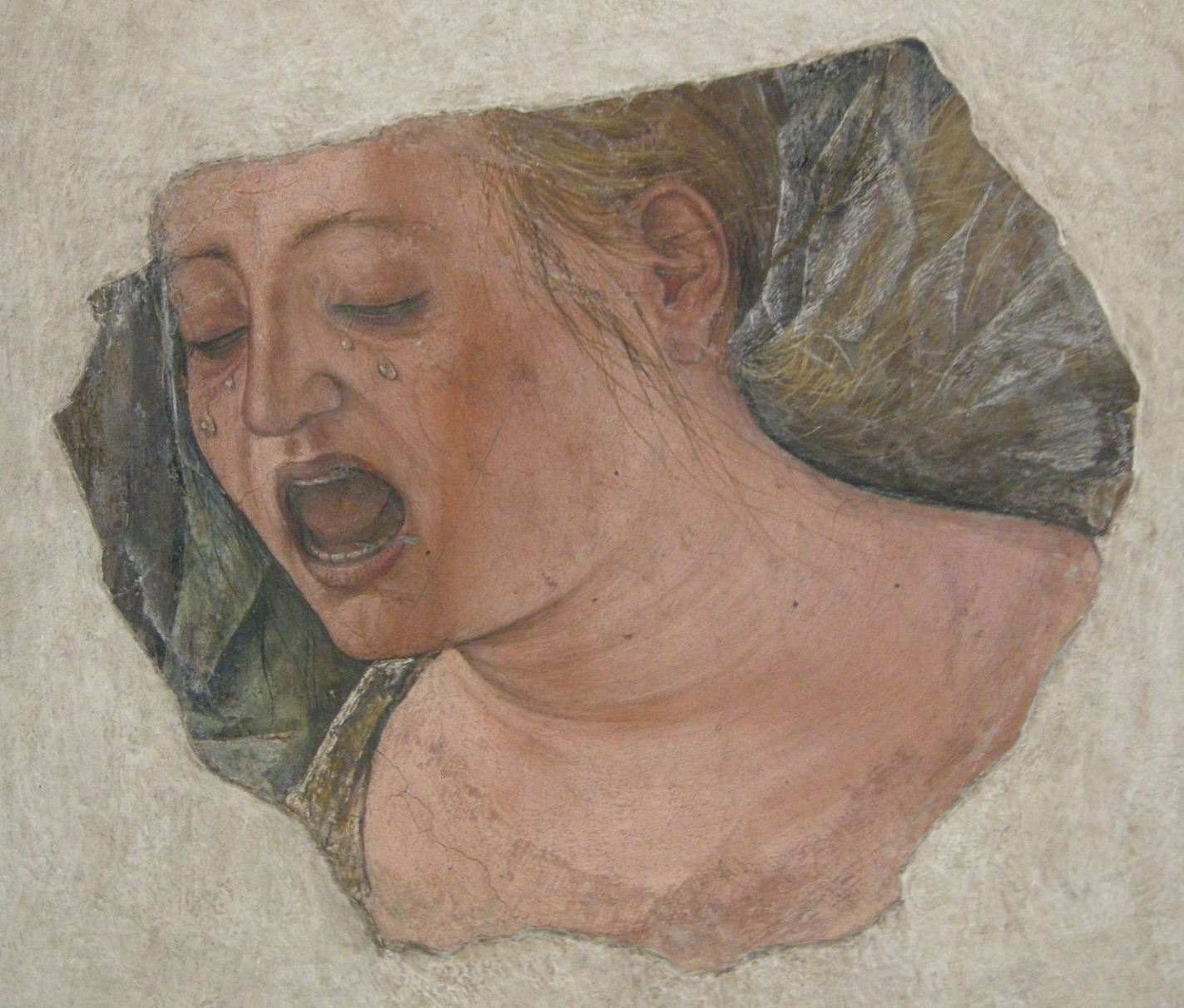
Плачущая Мария Магдалина. 1478-1486. Деталь фрески Капеллы Гарганелли собора Святого Петра в Болонье. Национальная пинакотека, Болонья

В Болонье Эрколе де Роберти трудился вместе с Коссой над алтарем церкви Сан-Ладзаро (разрушена во время Второй мировой войны). Для «Полиптиха Гриффони» в базилике Сан-Петронио в Болонье он написал пределлу алтаря «Чудо Святого Винсента Феррер» (ок. 1473, ныне в Пинакотеке Ватикана).
В 1479 году он вернулся в Феррару и вместе с братом Полидоро и ювелиром Джованни ди Джулиано да Пьяченца открыл ювелирную мастерскую. В 1480 году Эрколе создал большой алтарь с образом Мадонны с Младенцем на троне и святыми для церкви Санта-Мария-ин-Порто в Равенне, который сейчас находится в Пинакотеке Брера в Милане. В этом произведении очевидно воздействие Антонелло да Мессины и Якопо Беллини. Портреты Джованни II Бентивольо и Джиневры Бентивольо, приписываемые Эрколе де Роберти (ок. 1480), находятся в Национальной галерее искусства в Вашингтоне.
В 1487 году Эрколе сменил Козимо Туру в должности придворного художника семьи д’Эсте в Ферраре. Он создавал картины, фрески, декорации для приёмов и архитектурные проекты. Его роль, по-видимому, выходила далеко за рамки творчества: он сопровождал Альфонсо д’Эсте во время визита вежливости, чтобы отдать дань уважения новому папе Александру VI Борджиа, на дочери которого Лукреции несколько лет спустя Альфонсо женился, художник работал декоратором на свадьбе Изабеллы д’Эсте в Мантуе.
Картина Эрколе «Святой Иероним в пустыне» этого периода находится в коллекции музея Дж. Пола Гетти в Лос-Анджелесе. В 1999 году Гетти представил первую монографическую выставку работ Эрколе. В музее Тиссена-Борнемисы в Мадриде есть приписываемая Эрколе небольшая панель из кассоне (свадебного сундука). Она повествует об эпизоде из знаменитых «Метаморфоз» Овидия: «Аргонавты покидают Колхиду».
Несмотря на раннюю смерть, произведения Эрколе были в своё время знамениты. Юный Микеланджело сказал о фресках Эрколе де Роберти в капелле Гарганелли в соборе Святого Петра (впоследствии разрушенных), что они стоят половины Рима. Однако по словам Вазари «Эрколе любил вино свыше меры и часто напивался, чем и сократил свою жизнь; прожил он её без каких-либо болезней до сорока лет, когда однажды приключился с ним удар, от которого он вскоре и умер».

## Галерея

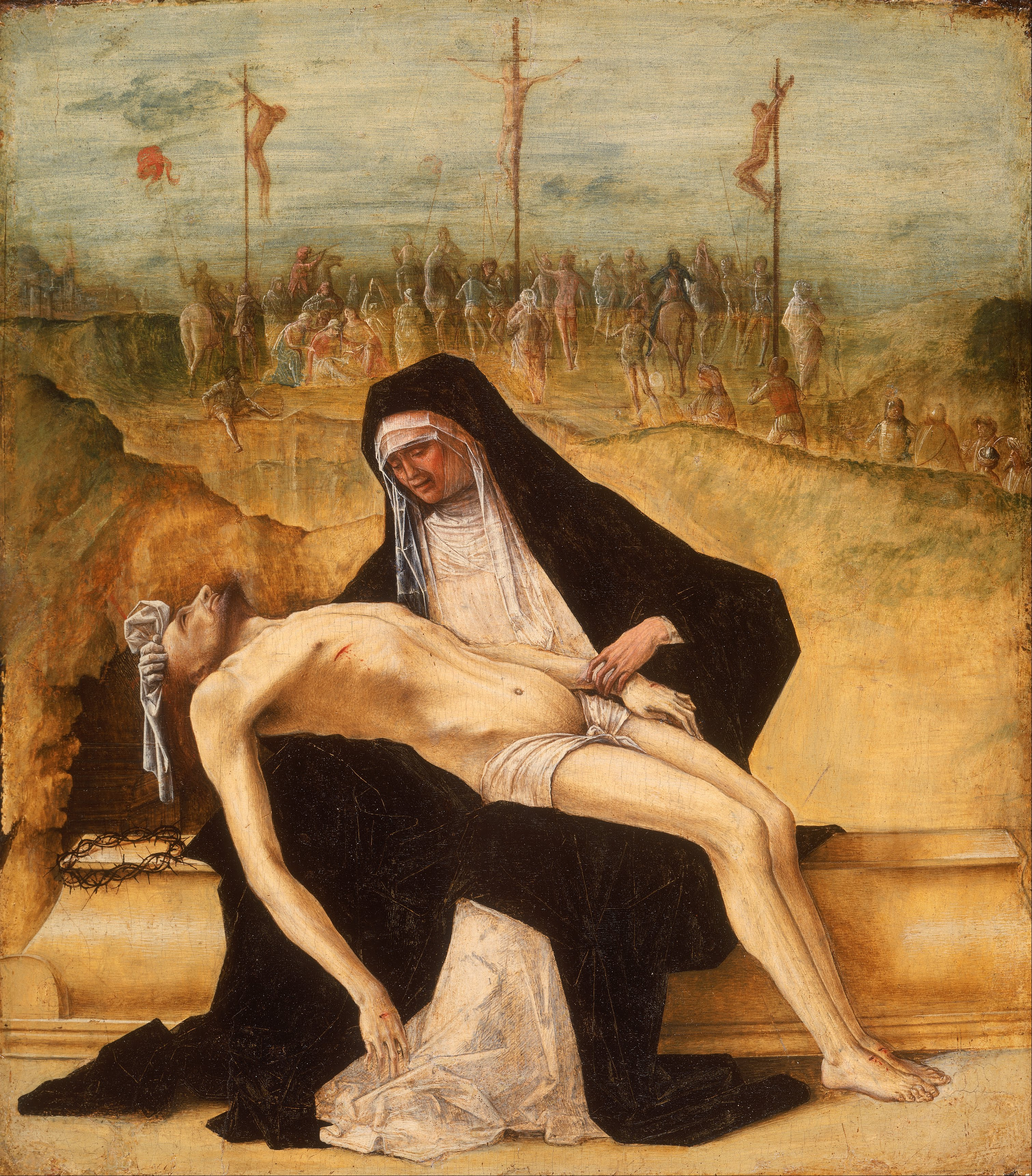
Пьета. Между 1482 и 1486. Дерево, темпера, масло. Галерея искусств Уокера, Ливерпуль
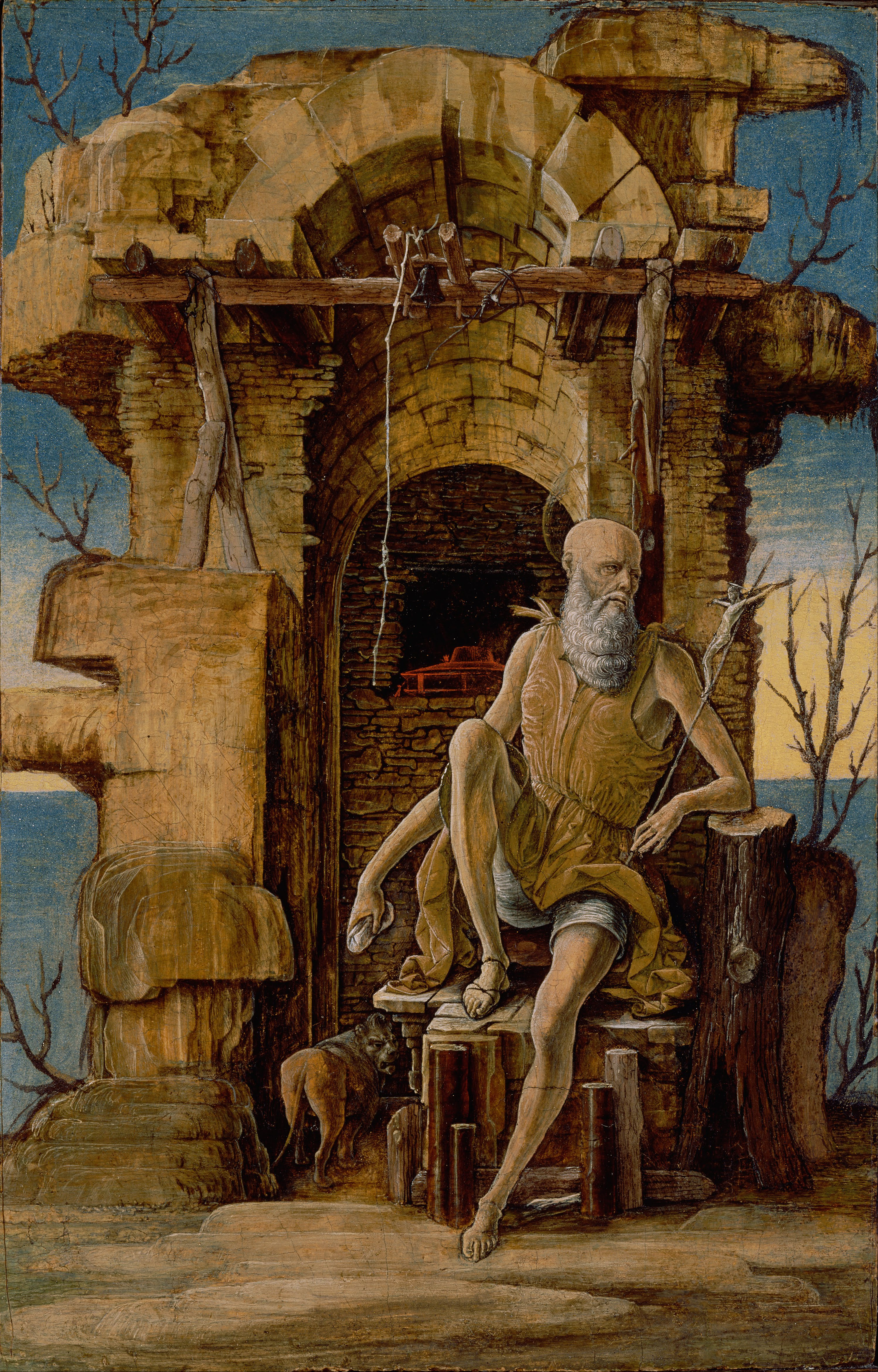
Святой Иероним в пустыне. Ок. 1470. Дерево, темпера. Центр Гетти, Лос-Анджелес
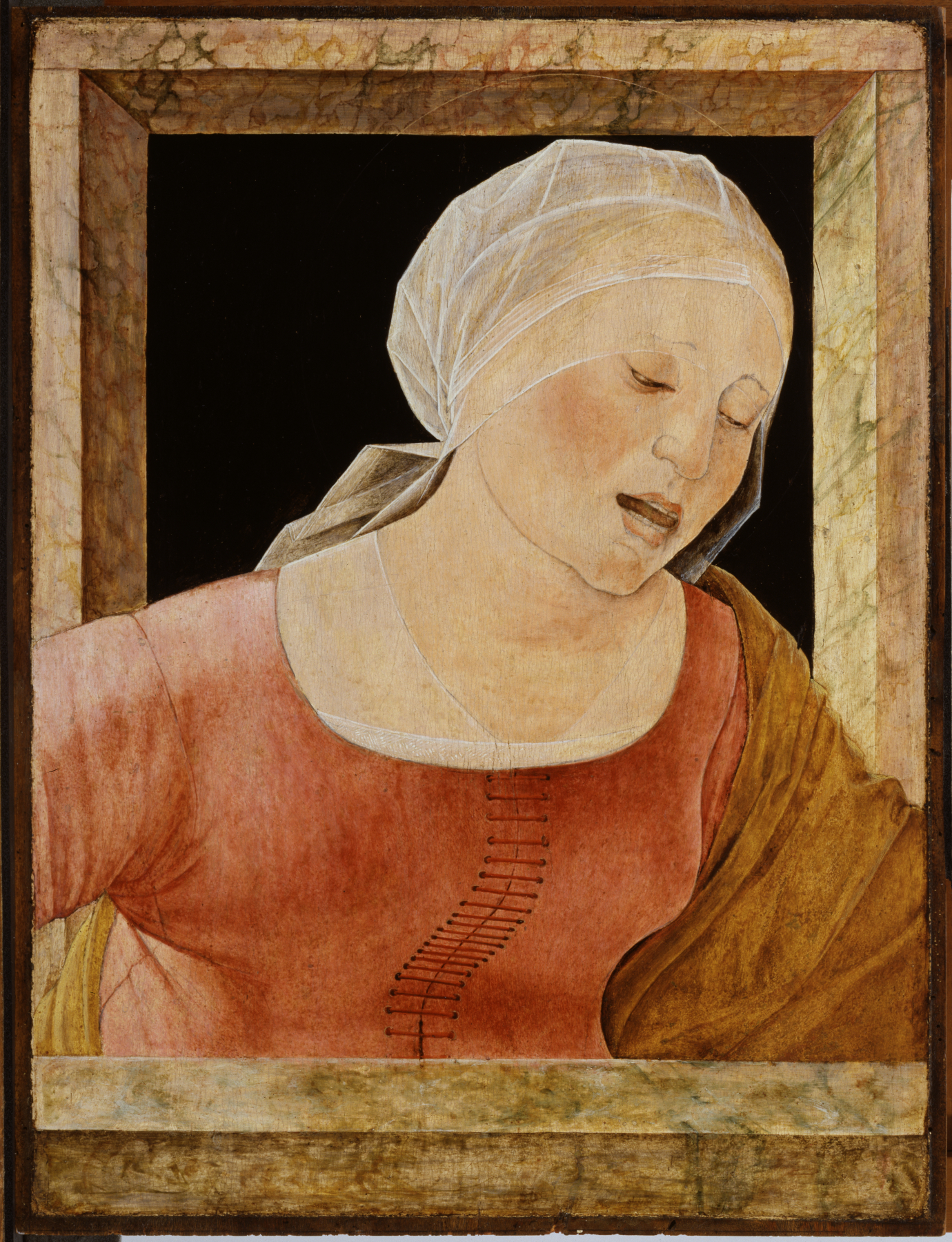
Голова скорбящей женщины. Дерево, темпера, масло. Художественный музей Уолтерса, Балтимор, США
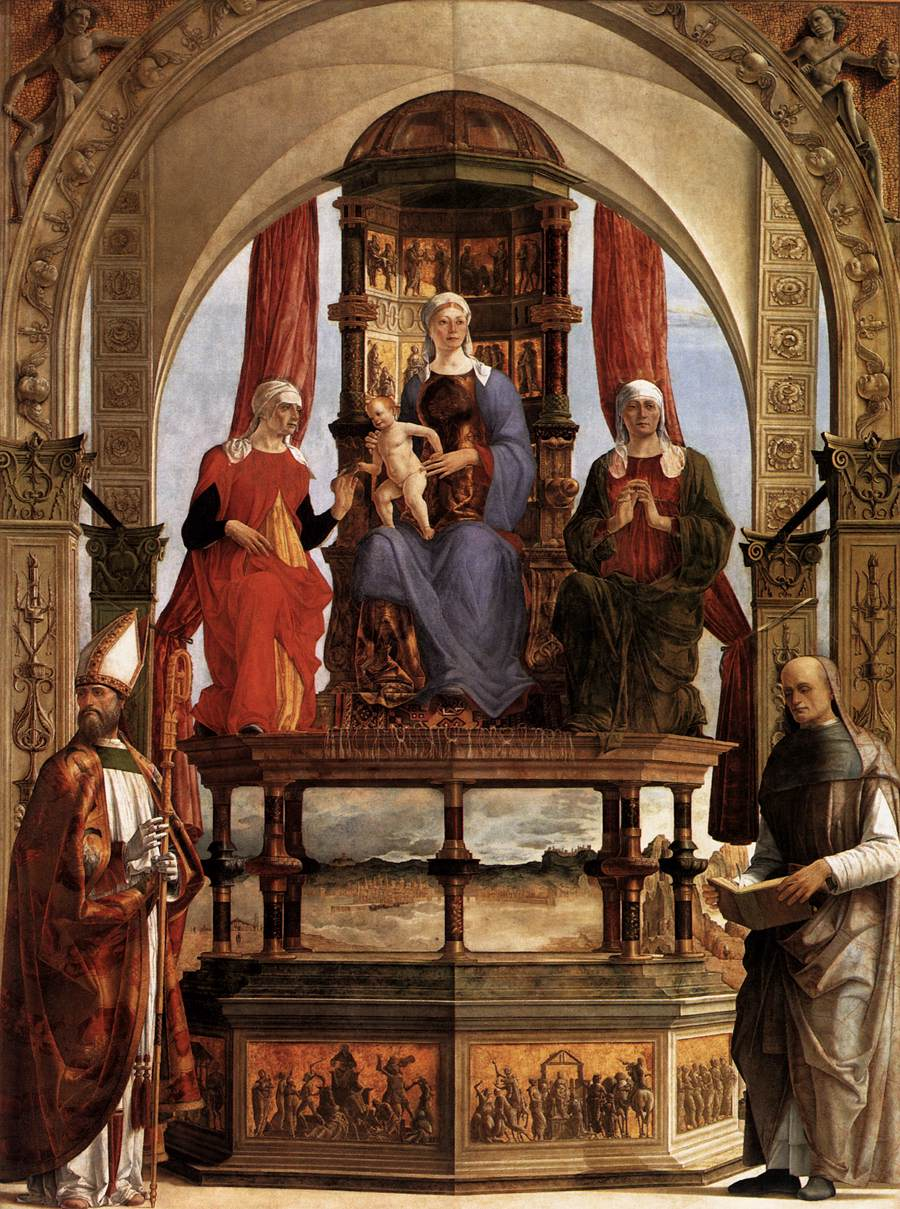
Алтарь Санта-Мария-ин-Порто. Мадонна с Младенцем и святыми. 1480. Холст, масло. Пинакотека Брера, Милан
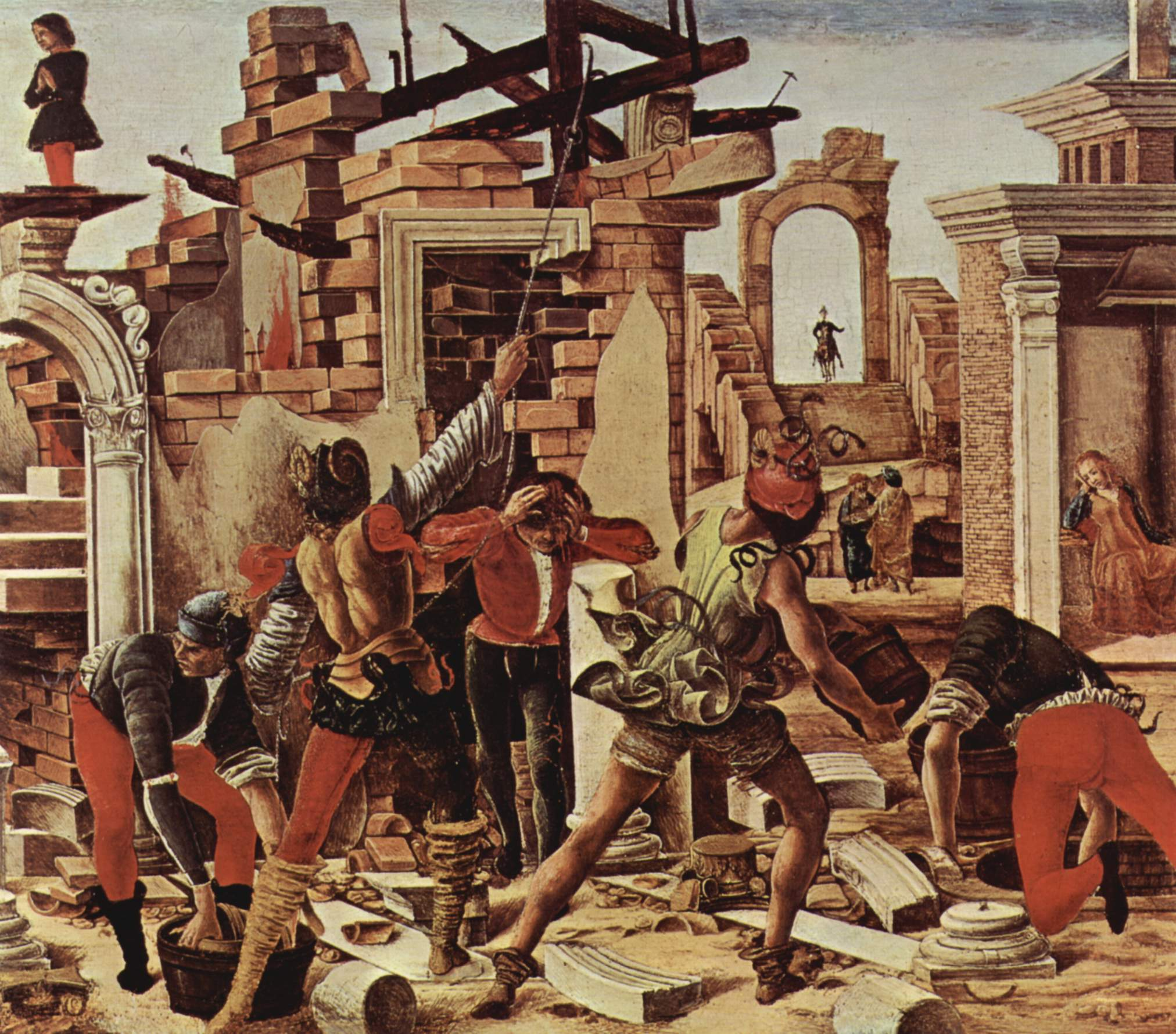
Полиптих Гриффони. Деталь пределлы. Чудесные деяния святого Винсента Феррер. Ок. 1473. Пинакотека, Ватикан
Диптих Бентивольо. Портрет Джованни II Бентивольо. Ок. 1480. Дерево, масло. Национальная галерея искусства, Вашингтон, США
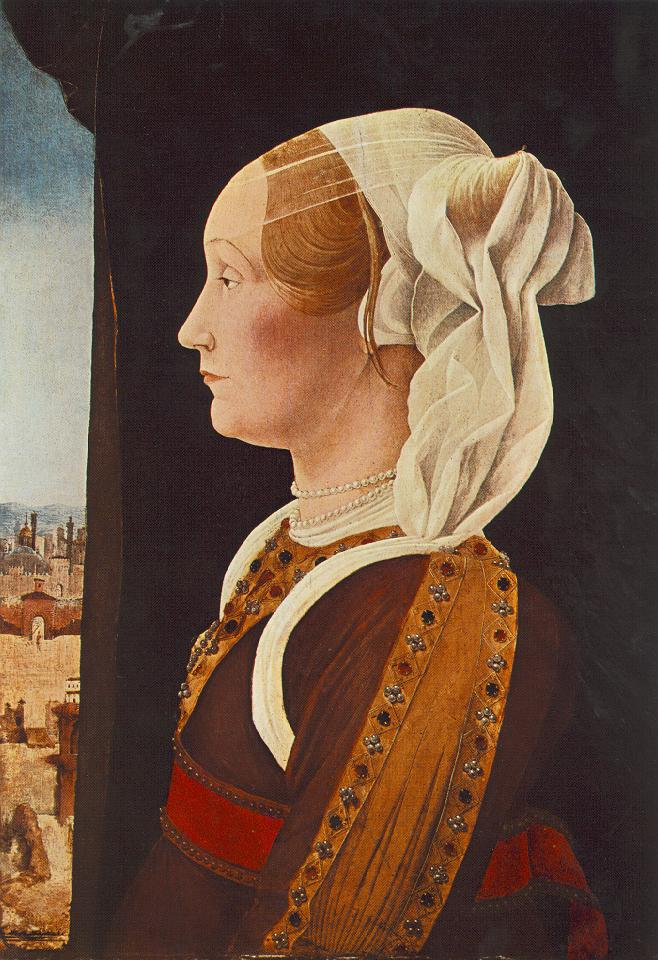
Диптих Бентивольо. Портрет Джиневры Бентивольо. Ок. 1480. Дерево, масло. Национальная галерея искусства, Вашингтон, США
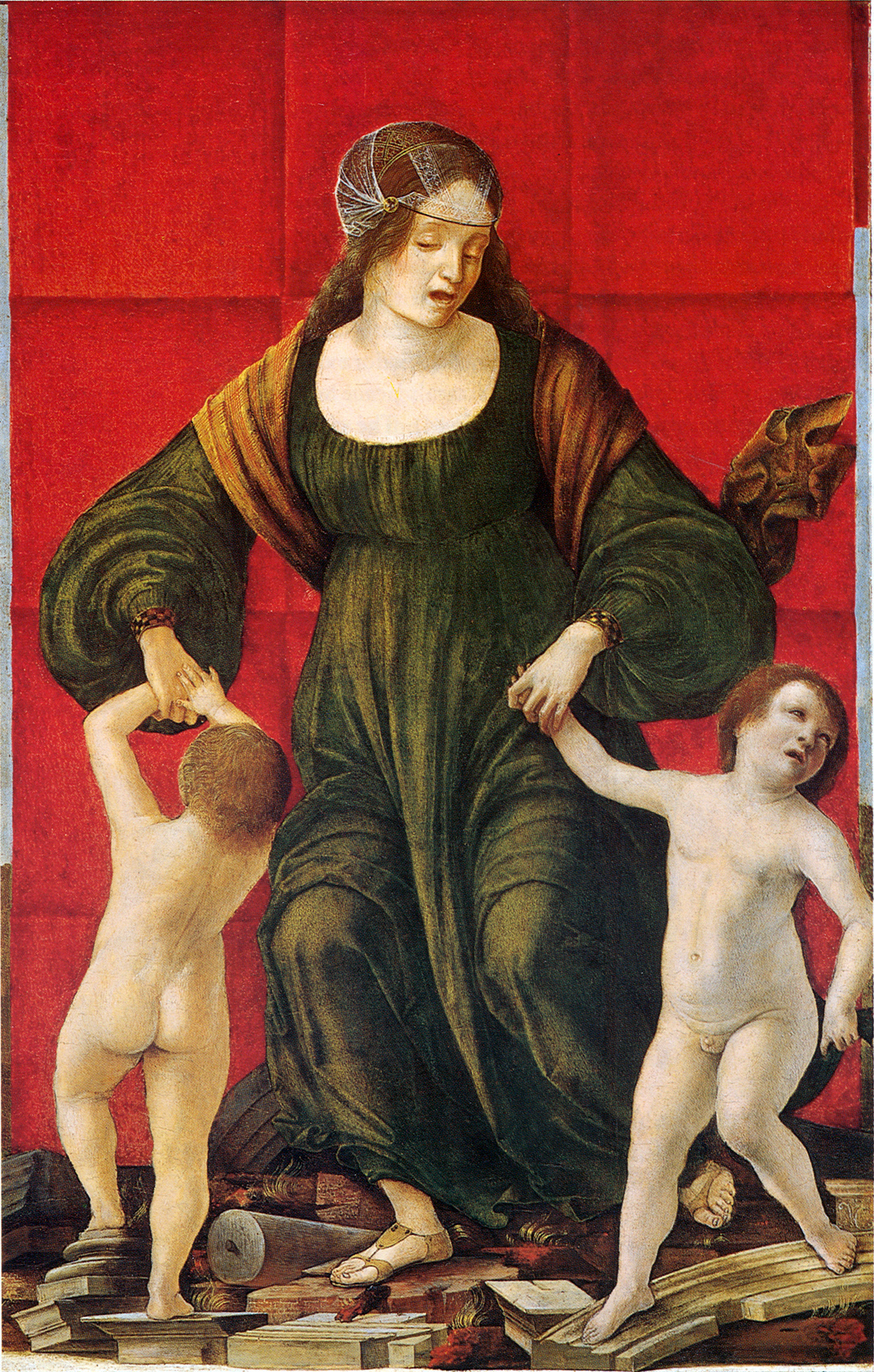
Жена Гасдрубала и её дети. Между 1480 и 1490. Дерево, темпера. Национальная галерея искусства, Вашингтон, США